# Солдат Жаннетт
«Солдат Жаннетт» — кінофільм режисера Даніеля Хесле, що вийшов на екрани в 2013 році.

## Зміст
Хто ти - порошинка в цьому світі або весь світ створений для тебе? Філософське питання, де правильною відповіддю є той, який кожен вибере для себе. Класики шансону стверджують, що "Краще бути багатим і здоровим, краще горілку пити, ніж воювати", але героїні фільму - дуже забезпечена Фанні і дуже незаможна Анна, все ще на шляху до істини. І кожна мріє опинитися на місці іншої. Чи знаєте - жінкам набридає рутина, навіть у золотий упаковці, і тим більше, якщо такої немає. Доля надає їм таку можливість...

## Ролі
| Актор                    | Роль |
| ------------------------ | ---- |
| Йоханна Орсіні-Розенберг | -    |
| Christina Reichsthaler   | -    |
| Josef Kleindienst        | -    |
| Орель Буркхардт          | -    |
| Юлія Шранц               | -    |
| Ines Rössl               | -    |
| Thomas Draschan          | -    |
| Stephanie Fürstenberg    | -    |
| Беттіна Кестер           | -    |
| Gerald Matt              | -    |

## Знімальна група
- Режисер — Даніель Хесле
- Сценарист — Даніель Хесле
- Продюсер — Катаріна Пош, Даніель Хесле, Геральд Керклец
- Композитор — Беттіна Кестер